# Toledo BM
Toledo Balonmano – męski klub piłki ręcznej z Hiszpanii, założony w 2001 roku w Toledo. Klub występuje w hiszpańskiej División de Plata. Obecnie nosi nazwę Lábaro Toledo.